# Sarah Nichilo-Rosso
Sarah Nichilo-Rosso (née le 22 octobre 1976 à Saint-Martin-d'Hères) est une judokate française.
Elle a notamment été championne d'Europe de judo en 1998 et en 1999. Auparavant, elle a été vice-championne du monde junior en 1994 derrière Hillary Wolf. Elle obtient la médaille d'argent dans la catégorie des moins de 48 kg aux Jeux méditerranéens de 2001 à Tunis.
Elle a eu sa formation au club ESSM à Saint-Martin-d'Hères. 